# Jüngeres Bibelfenster (Kölner Dom)

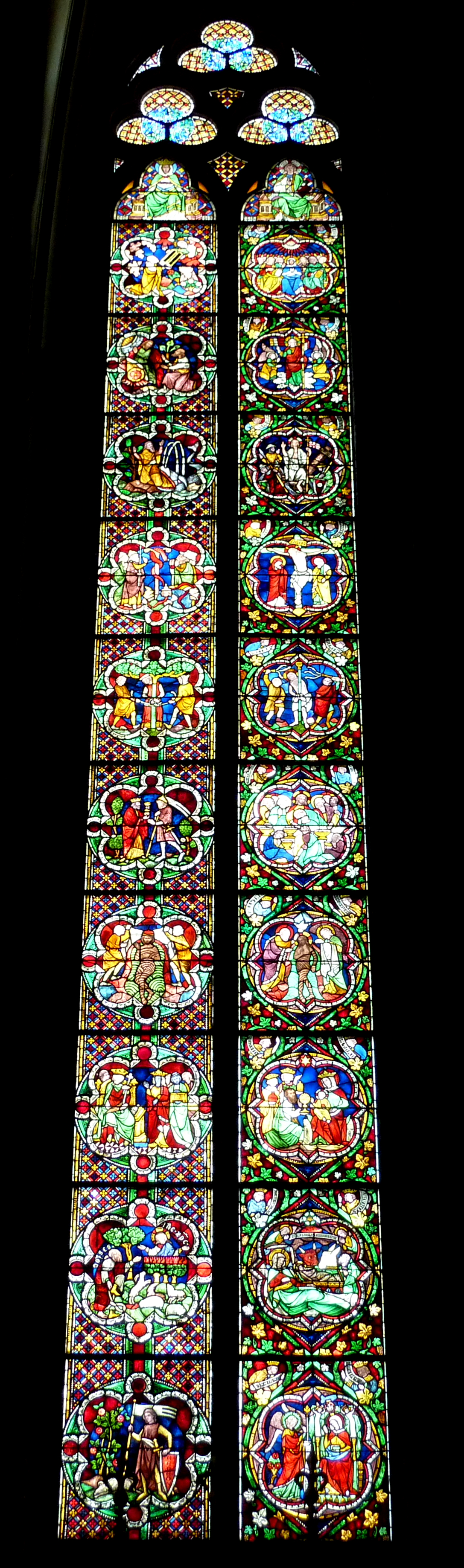
Jüngeres Bibelfenster im Kölner Dom

Das Jüngere Bibelfenster in der Stephanskapelle des Kölner Doms wurde 1892 in der ersten südlichen Chorkapelle eingesetzt. Es zeigt 20 Szenen aus dem Alten und Neuen Testament.

## Geschichte
Das Bleiglasfenster stammt, abgesehen von vier Scheiben, die 1891/92 neu geschaffen wurden, aus der ehemaligen Dominikanerkirche Heilig Kreuz in Köln. Das Dominikanerkloster wurde im Zuge der Säkularisation aufgehoben und 1804 abgerissen. Von den geretteten Fenstern, die um 1280 entstanden, kamen 1823 Teile in den Besitz des Kölner Doms. Das hier behandelte Bibelfenster befand sich entsprechend seiner Bedeutung zentral in der Chormitte der Dominikanerkirche. Im Kölner Dom wurde es in der Stephanuskapelle angebracht, da dort die alten Fenster fehlten. 
Das Bibelfenster in der Stephanuskapelle wird als Jüngeres Bibelfenster bezeichnet, denn in der Dreikönigenkapelle des Domes existiert noch ein zweites, älteres Bibelfenster. Dieses Achsfenster nimmt den ranghöchsten Fensterplatz innerhalb des Domes ein. Es wurde in der Zeit zwischen 1250 und 1260 geschaffen. Aufgrund der geschilderten Umstände gibt es kurioserweise nun zwei Bibelfenster im Kölner Dom.

## Bildinhalt
Die zwei schmalen Bahnen mit je elf Bildfeldern zeigen Szenen aus der Heilsgeschichte des Alten und Neuen Testaments. Gemäß der mittelalterlichen Tradition sind sie zeilenweise von unten nach oben zu lesen. Dabei ergeben sich folgende 11. Zeilen mit ihren Bildpaaren:
- Gideon mit dem Vlies (1891/92) – Verkündigung an Maria
- Moses vor dem brennenden Dornbusch – Geburt Christi
- Die Königin von Saba vor Salomo – Anbetung der Könige
- Naamans Bad im Jordan – Taufe Jesu
- Abraham und Melchisedek (1891/92) – Abendmahl Jesu
- Achior an einen Baum gebunden – Geißelung Christi
- Aufrichtung der Ehernen Schlange – Kreuzigung Christi
- Jonas wird vom Fisch an Land gespien (1891/92) – Auferstehung Jesu Christi (1891/92)
- Himmelfahrt des Elia (1891/92) – Himmelfahrt Christi
- Moses empfängt die Gesetzestafeln – Ausgießung des Heiligen Geistes
- Thronende Maria – Thronender Christus

Die rechte neutestamentliche Fensterbahn durchziehen zwei miteinander verschlungene Weinranken, die die einzelnen Szenen einfassen. Über den Bildmedaillons werden Brustbilder von Königen aus dem Alten Testament dargestellt, die Schriftbänder mit ihren Namen halten. Die linke alttestamentliche Fensterbahn bettet die Bildmedaillons in einen ornamentalen Teppichgrund ein. Ein breites Mittelband verbindet die Bildfenster miteinander.
Aus einem Protokoll von 1803 weiß man, dass es ursprünglich drei weitere Bildpaare gab, die jedoch verschollen sind. Ebenso verschollen sind auch die vier untersten Scheiben, die wohl die Stifter Siegfried von Westerburg (Erzbischof von Köln) und Albertus Magnus darstellten.

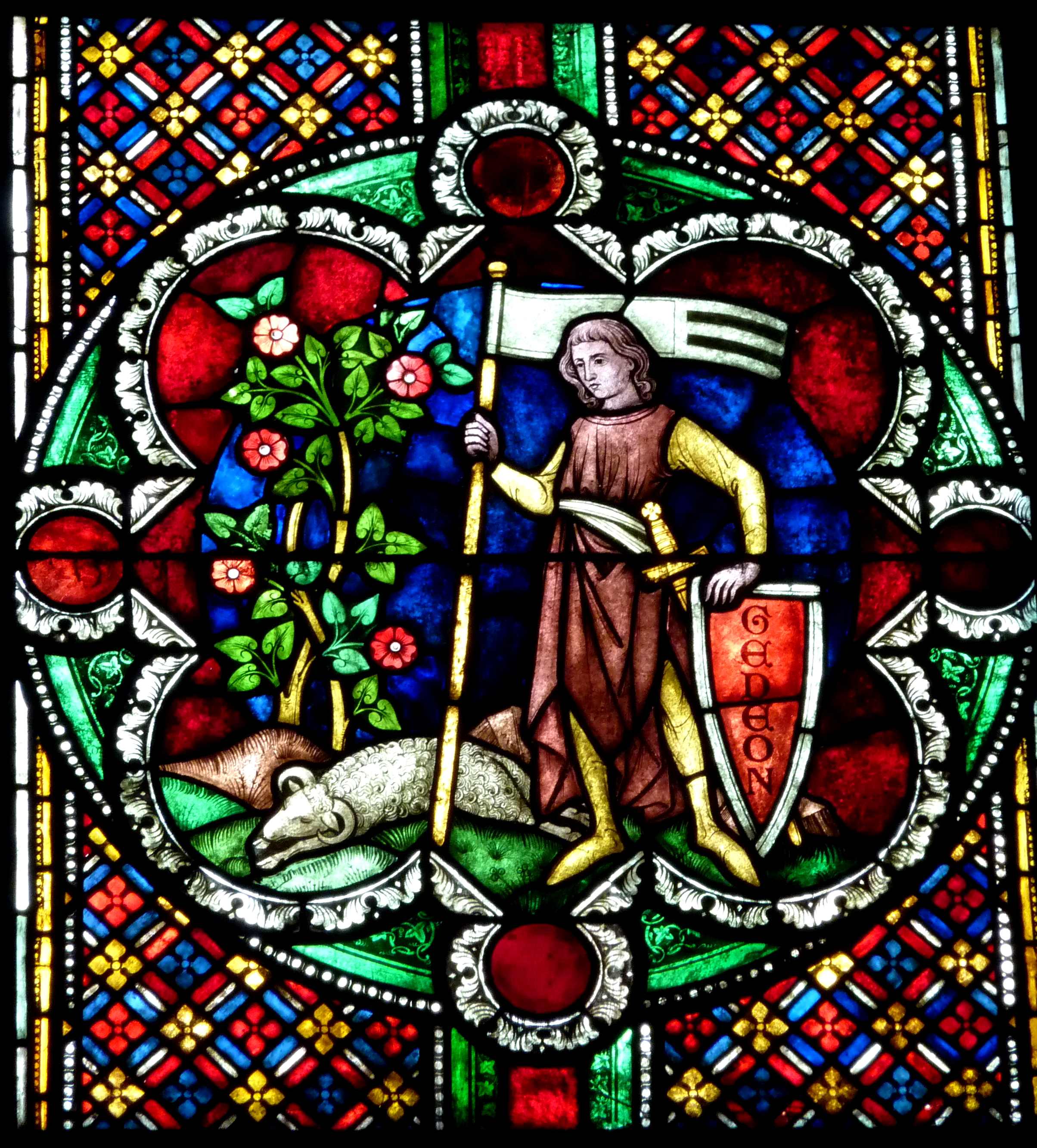
Gideon und das Vlies (1891/92)
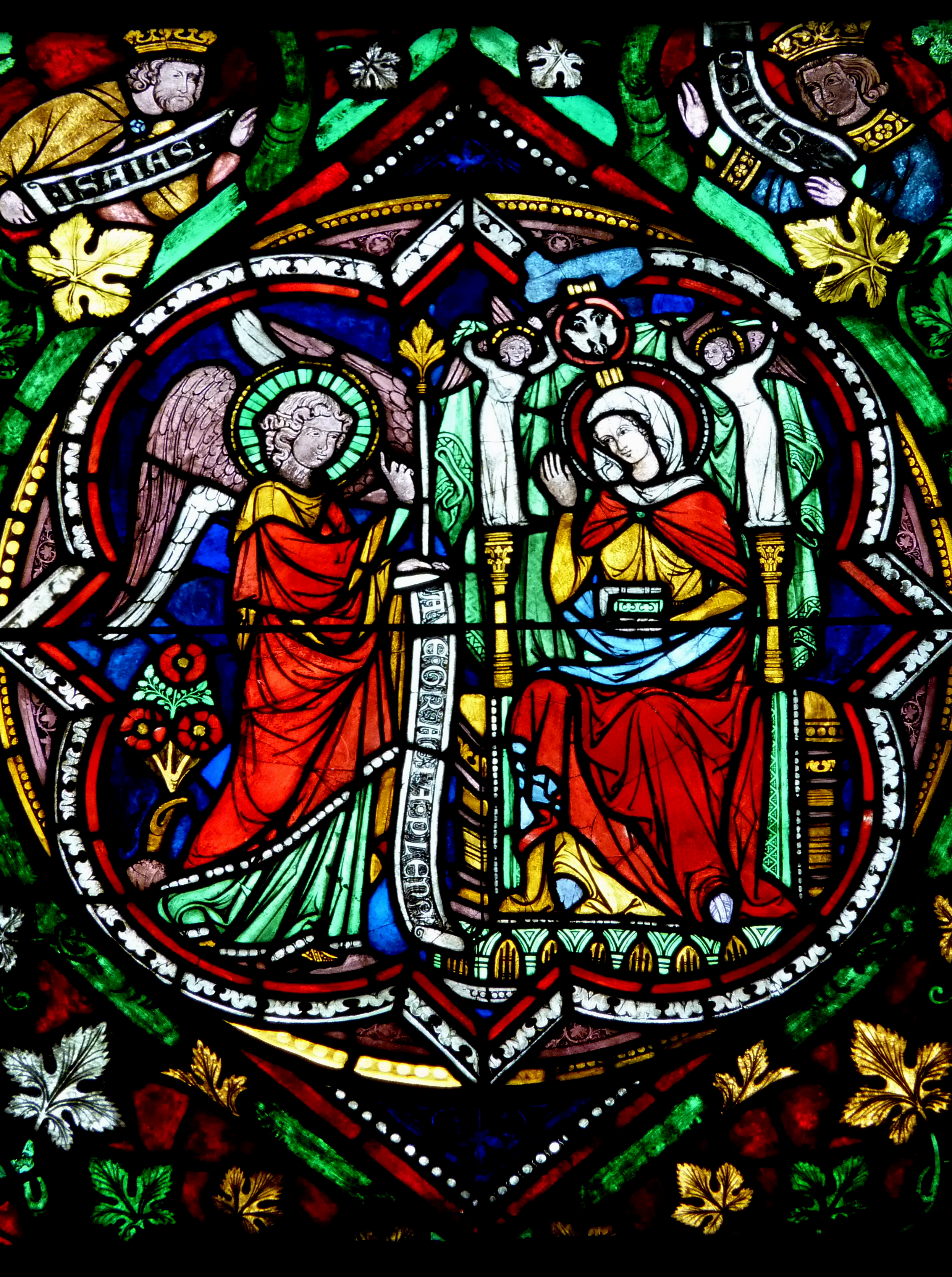
Verkündigung an Maria (um 1280)
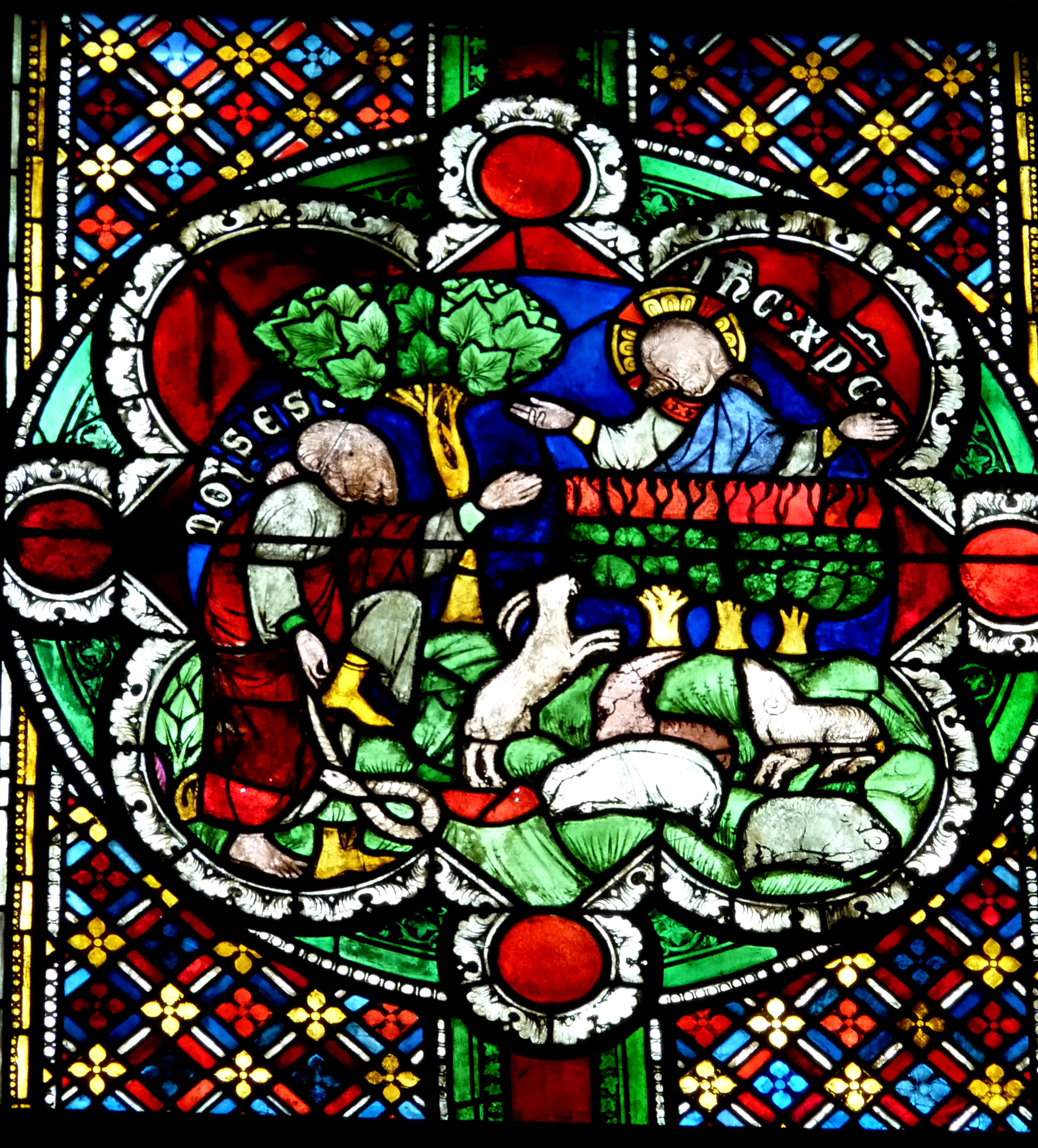
Moses vor dem brennenden Dornbusch (um 1280)
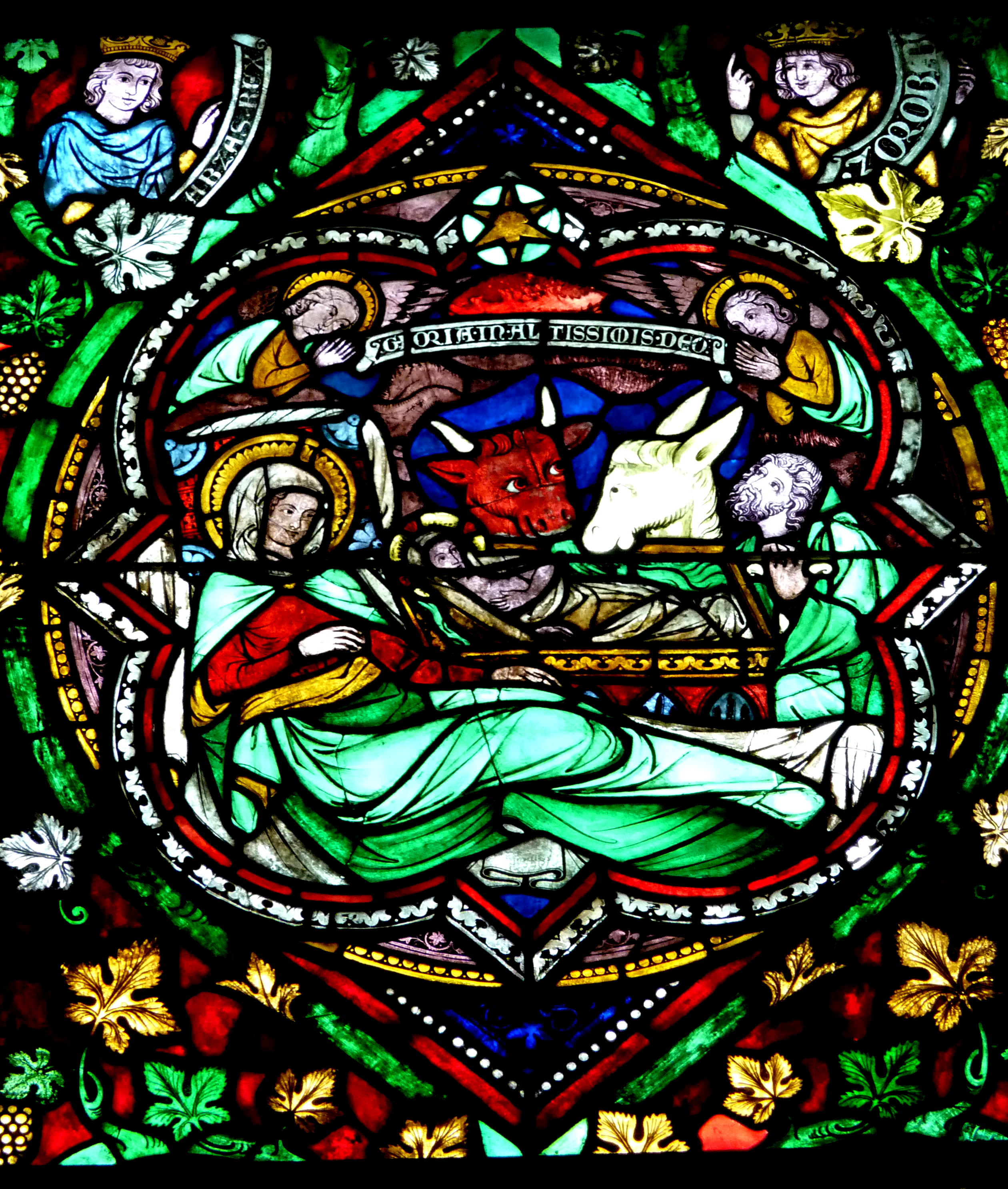
Geburt Jesu (um 1280)

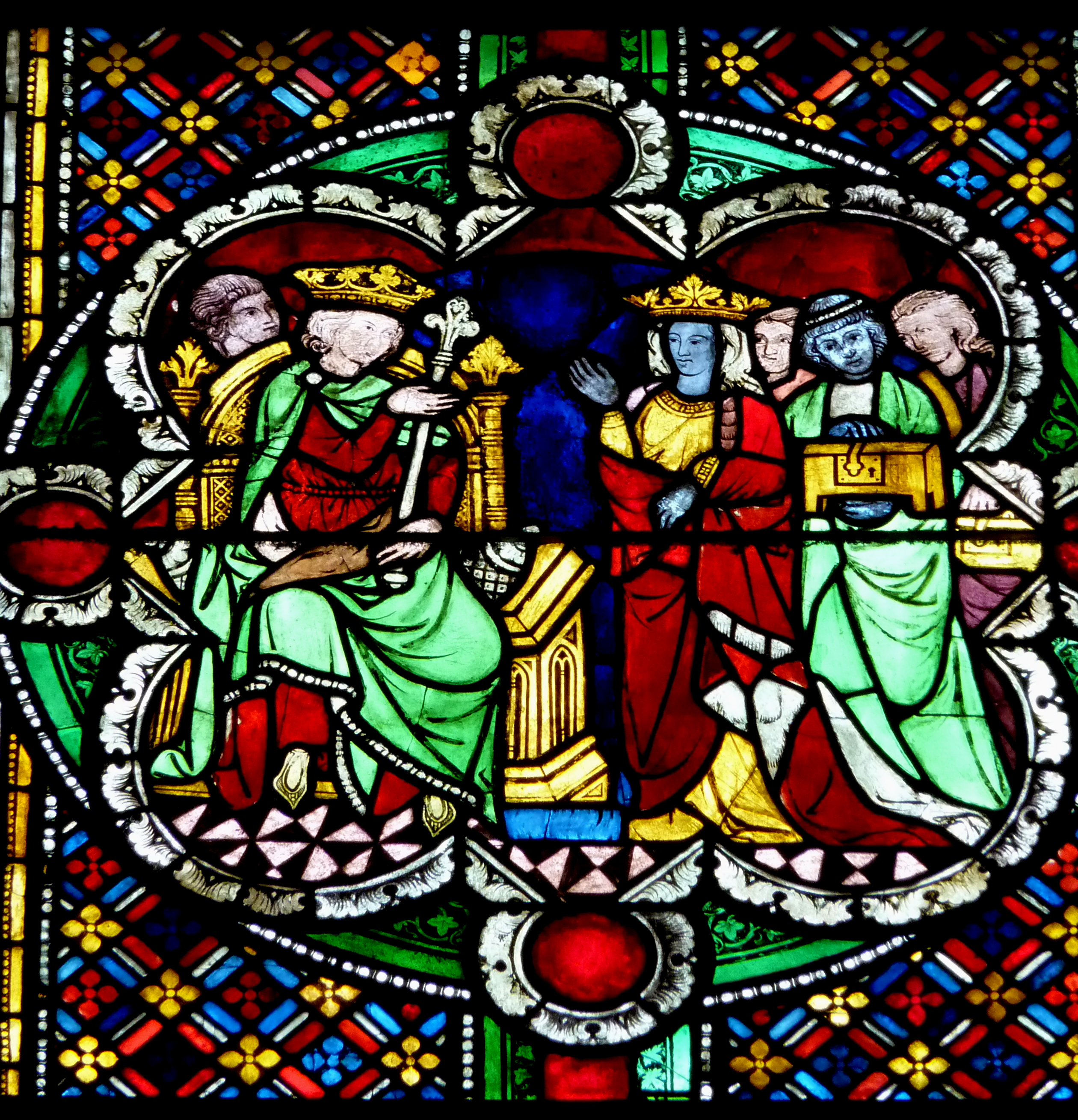
Die Königin von Saba vor Salomo (um 1280)
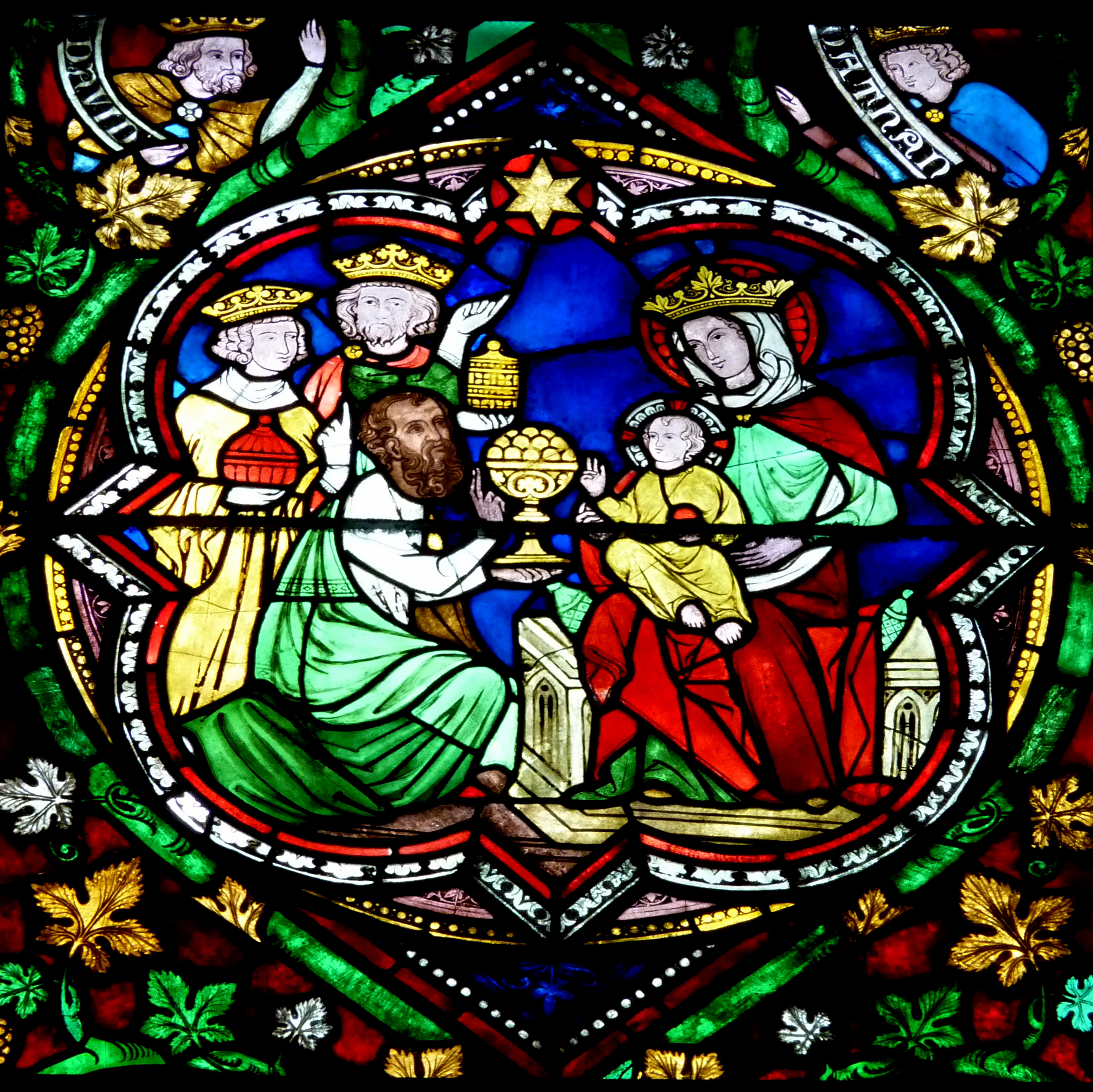
Anbetung der Könige (um 1280)
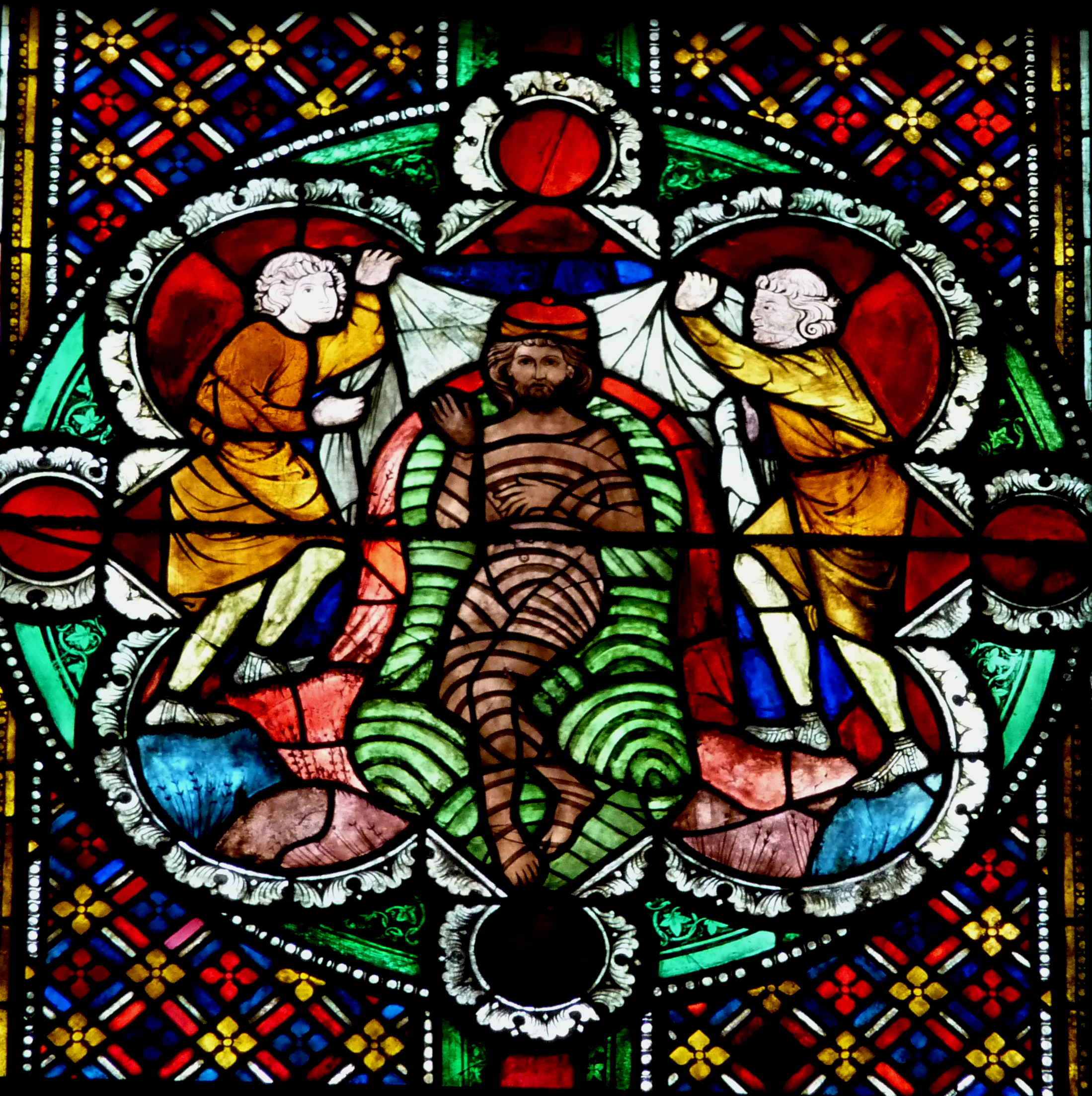
Naamans Bad im Jordan (um 1280)
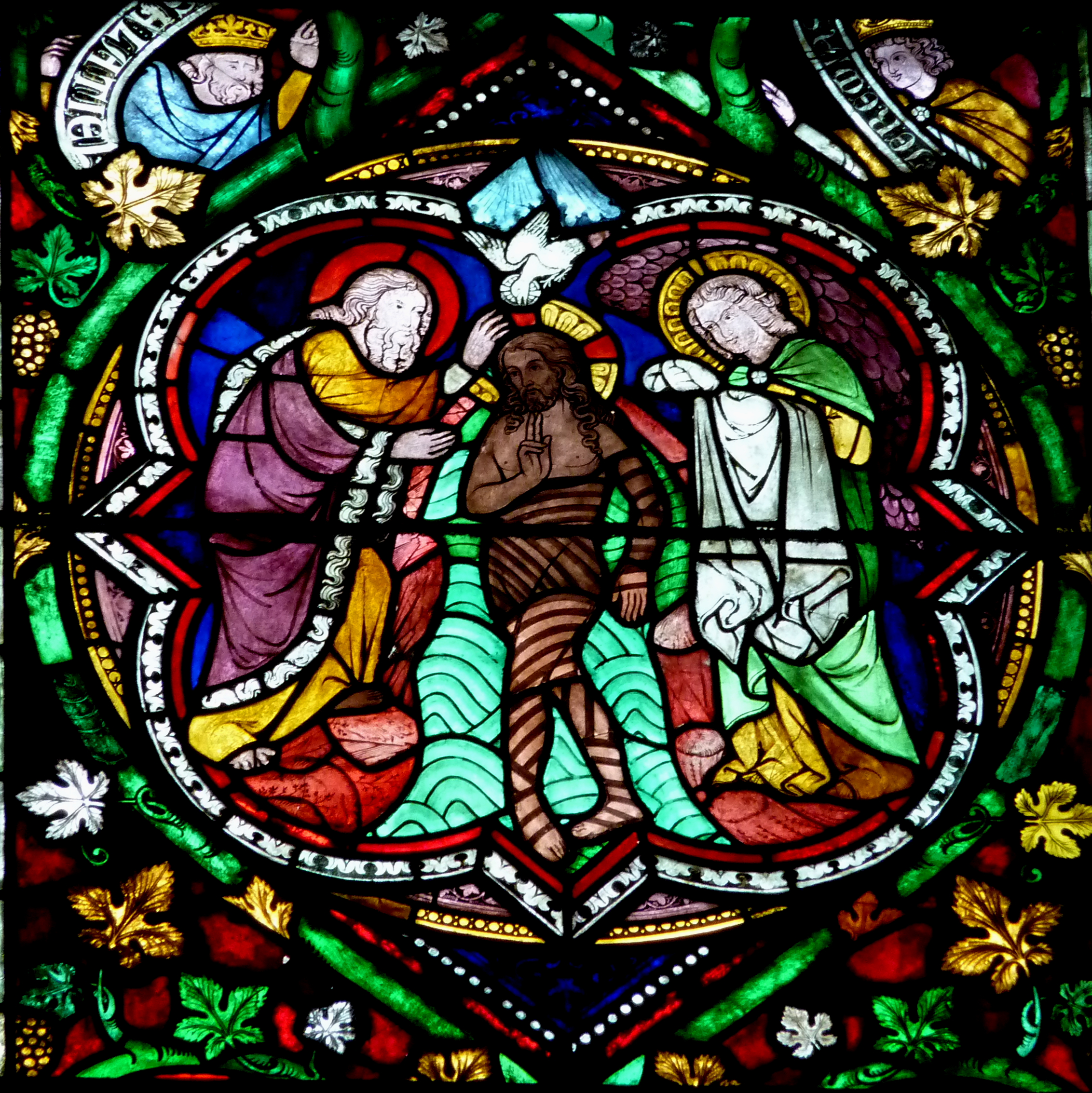
Taufe Jesu (um 1280)

## Theologisches Programm
Das Bibelfenster nimmt die lange Tradition der typologischen Gegenüberstellung von Szenen aus dem Alten und Neuen Testament auf. Dabei wird die heilsgeschichtliche Einheit beider Testamente vorausgesetzt und das Neue Testament als Erfüllung dessen, was im Alten Testament angekündigt wurde gesehen.

## Stil und Werkstatt
Das Jüngere Bibelfenster hebt sich durch seinen fließenden, sanft gerundeten weichen Stil von der Tradition des rheinischen Zackenstils ab. Damit findet der von Paris ausgehende gotische Stil Eingang in die Kölner Glasmalerei. Weitere Scheiben, die der gleichen Werkstatt zugeschrieben werden, befinden sich im Westfälischen Landesmuseum in Münster.
In den Jahren 1901/1902 erfolgte eine Rekonstruktion des Jüngeren Bibelfensters durch die Kölner Werkstätte für Glasmalerei Schneiders und Schmolz, bei der der Sprossenabstand neu gestaltet wurde, einige Scheiben neu entworfen und eine Neuverbleiung vorgenommen wurde.